# 芝加哥地鐵黃線

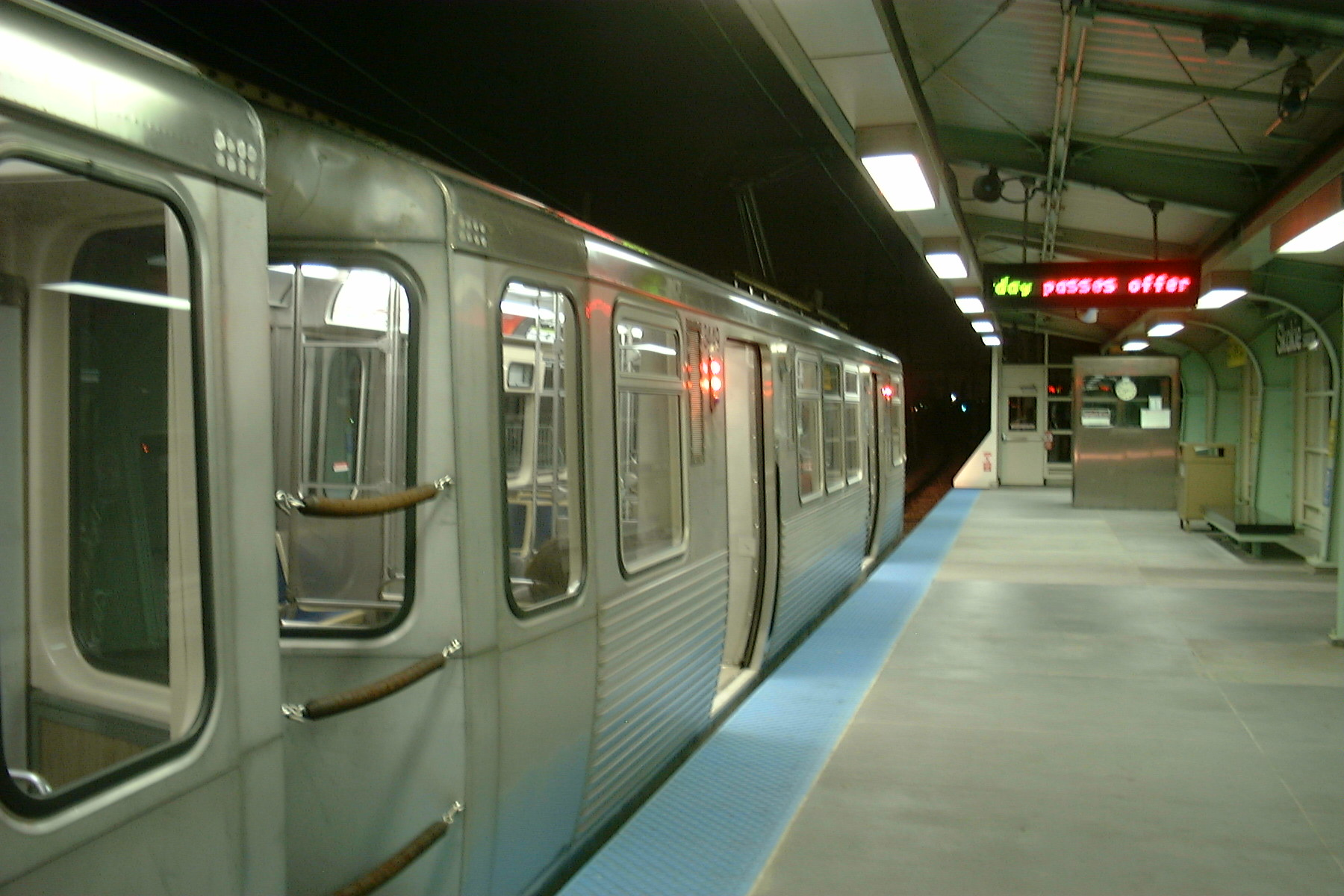
Dempster–Skokie 總站

芝加哥地鐵黃綫（英語：Yellow Line）是芝加哥地鐵系統中的一條路綫，全長5.1英里（8.2），只有三個站，因為大部分已經被關閉。其服務範圍僅限於芝加哥北部郊區 Skokie，是芝加哥地鐵全部路綫中唯一不提供市區直達車服務。2012年每週載客量為 7,063 人次。

## 歷史
芝加哥地鐵黃綫是於1925年3月25日啟用，在1948年3月27日關閉，在1963年1月21日重開。黃綫本來是屬於芝加哥快速交通公司（CRT），芝加哥地鐵則在1963年1月21日購入此路綫。

### Skokie城区新增车站
2010年6月21日，黄线的中间站Oakton-Skokie车站破土动工。该站位于Skokie的市中心地带，也是从2001年起黄线建设的第一个车站。2012年4月30日该站投入使用。

### 2015年路基塌陷
2015年5月17日，McCormick大道西侧的一段路基塌陷并导致整段铁路被毁坏，使得列车无法在此线路同行。塌陷事件是由邻近的一个水处理厂建筑工地失误导致。当天晚上10时，黄线被宣布紧急关闭。
2015年10月30日，黄线恢复运营，第一周CTA允许乘客免费搭乘该线路，且直到2015年底在终点站Dempster-Skokie提供免费停车。

## 車站列表
| 中文站名          | 英文站名 | 轉乘       | 地址                                                          | 所在地   | 所在地 |
| ----------------- | -------- | ---------- | ------------------------------------------------------------- | -------- | ------ |
| 登普斯特-斯科基   |          |            | 西登普斯特街5005號                                            | 斯科基   |        |
| 主                |          |            | 主街及斯科基林蔭路，1948年3月27日關閉                         | 斯科基   |        |
| 奧克頓-斯科基     |          |            | 奧克頓街4800號                                                | 斯科基   |        |
| 科斯特納          |          |            | 科斯特納大道及穆爾福德街，1948年3月27日關閉                   | 斯科基   |        |
| 克羅福德-東普萊里 |          |            | 克羅福德大道與東普萊里路之間的穆爾福德街，1948年3月27日關閉   | 斯科基   |        |
| 多奇              |          |            | 多奇街及穆爾福德街，1948年3月27日關閉                         | 埃文斯頓 |        |
| 阿斯貝里          |          |            | 阿什貝里街及布魯梅爾街，1948年3月27日關閉，計劃重開，等待資金 | 埃文斯頓 |        |
| 里奇              |          |            | 里奇大道及布魯梅爾街，1948年3月27日關閉                       | 埃文斯頓 |        |
| 霍華德            |          | 紅線及紫線 | 北鮑琳娜街7519號                                              | 芝加哥   |        |

## 外部連結
- Chicago "L" （页面存档备份，存于） 上的 Yellow Line （页面存档备份，存于）
- 列車時間表 （页面存档备份，存于）